# Yisrael Meir Lau
Yisrael Meir Lau (Piotrków Trybunalski, 1 juni 1937) is de opperrabbijn van Tel Aviv en de voorzitter van Yad Vashem. Tussen 1993 en 2003 was hij de Asjkenazische opperrabbijn van Israël.

## Biografie

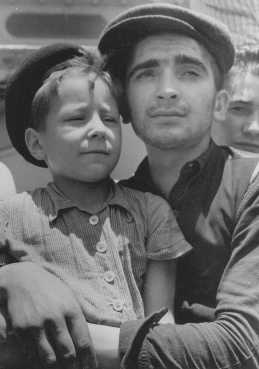
De achtjarige Yisrael Meir Lau samen met Holocaustoverlevende Elazar Schiff in Haifa op 15 juli 1945

Lau werd op 1 juni 1937 geboren in de Poolse stad Piotrków Trybunalski. Zijn vader, rabbijn Moshe Chaim Lau (Pools: Mojżesz Chaim Lau), was de laatste opperrabbijn van deze stad en werd vermoord in het vernietigingskamp Treblinka. Yisrael Meir is de 38ste generatie in een ononderbroken reeks rabbijnen in zijn familie.
Als zevenjarige werd Lau, na een traumatische scheiding van zijn moeder Chaya, opgesloten in het concentratiekamp Buchenwald. Hij heeft zijn wonderbaarlijke overleving toegeschreven aan de heldhaftige inspanningen van zijn oudere broer Naphtali Lau-Lavie, die hem samen met andere gevangenen de hele tijd verborgen hield. In 1945 werd Yisrael Meir bevrijd uit het concentratiekamp Buchenwald. Hij werd een symbool voor de onmenselijkheden van het naziregime, nadat de kapelaan van het Amerikaanse leger, Herschel Schacter, hem had ontdekt toen hij zich verschuilde achter een hoop lijken toen het kamp werd bevrijd. Zijn hele familie werd tijdens de Holocaust vermoord, met uitzondering van zijn oudere broer Naftali Lau-Lavie, zijn halfbroer Yehoshua Lau-Hager, en zijn oom die al in het Mandaat Palestina woonde.
Lau emigreerde in juli 1945 met zijn broer Naftali naar het Mandaatgebied Palestina, waar hij werd opgevoed door een oom en tante, en studeerde aan de beroemde jesjiva Kol Torah onder rabbijn Shlomo Zalman Auerbach, en aan jesjiva Ponevezh en Knesses Tsjizkijahu.

## Carrière als rabbijn
Lau werd in 1961 tot rabbijn gewijd. Zijn eerste rabbijnse functie was in de Ohr Torah-synagoge in het noorden van Tel Aviv. In 1965 werd hij benoemd tot rabbijn van de Tiferet Tzvi-synagoge in Tel Aviv, wat hij bleef tot 1971, totdat hij werd benoemd tot rabbijn van Noord-Tel Aviv.
In 1978 werd Lau aangesteld als opperrabbijn van de stad Netanya. In 1983 werd Lau benoemd tot lid van het Israëlisch opperrabbinaat. In 1988, na de dood van zijn schoonvader, werd Lau aangesteld als opperrabbijn van Tel Aviv, een functie die hij bekleedde tot 1993.
In 1992 ontmoette Lau de Lubavitcher rebbe Menachem Mendel Schneerson, die hem opdroeg zijn werk in Tel Aviv af te ronden, omdat hij spoedig verkozen zou worden tot de opperrabbijn van Israël. Van 1993 tot en met 2003 was Lau de opperrabbijn van Israël.
Op 9 juni 2005 werd Lau opnieuw de opperrabbijn van Tel Aviv en keerde terug naar de functie die hij vervulde van 1985 tot 1993.
Lau wordt we "de rabbijn van de consensus" genoemd, omdat hij uiteenlopende joodse groepen weet samen te brengen. Hij heeft zowel nauwe banden met de Haredi-gemeenschap als met de modern-orthodoxe joden.
Hij is een van de weinigen in de Haredi-gemeenschap die het vertrouwen van zowel de Sefardische als van de Asjkenazische Joden won.

## Privé
Yisrael Meir Lau is gehuwd met Chaya Ita Frankel. Ze hebben acht kinderen: drie zonen en vijf dochters. Zijn oudste zoon, Moshe Chaim, nam in 1989 zijn plaats in als opperrabijn in Netanya; zijn zoon David Lau werd de opperrabbijn van Modi'in, en later Asjkenazisch opperrabbijn van Israël; en zijn jongste zoon, Tzvi Yehuda, is de rabbijn van Noord-Tel Aviv. Lau is de oom van rabbijn Binyamin Lau (Benny), een onderwijzer en activist in de religieuze zionistische beweging, en Amichai Lau-Lavie, de oprichter en artistiek leider van het Joodse theatergezelschap Storahtelling.